# Schutzhandschuh
Ein Schutzhandschuh (umgangssprachlich auch Arbeitshandschuh) gehört zur Persönlichen Schutzausrüstung. Der Begriff des einer gesetzlichen Regulierung und Normierung unterliegenden Schutzhandschuhes als Schutz gegen Gefährdungen steht dem umgangssprachlichen Begriff des Arbeits- oder Gummihandschuhs gegenüber, der nicht zum Schutz gegen Gefährdungen bestimmt ist und als Schutz gegen Hautverschmutzungen oder Nässe verwendet wird, z. B. bei der Garten- oder Haushaltsarbeit.

## Formen
Bei Schutzhandschuhen unterscheidet man nach der Handschuhform und den geforderten Greifeigenschaften:
1. Fausthandschuhe für grobe Arbeiten
2. Dreifingerhandschuhe für grobe Arbeiten, die die Beweglichkeit bestimmter Finger erfordern
3. Fünffingerhandschuhe für Arbeiten, die die Beweglichkeit aller Finger erfordern

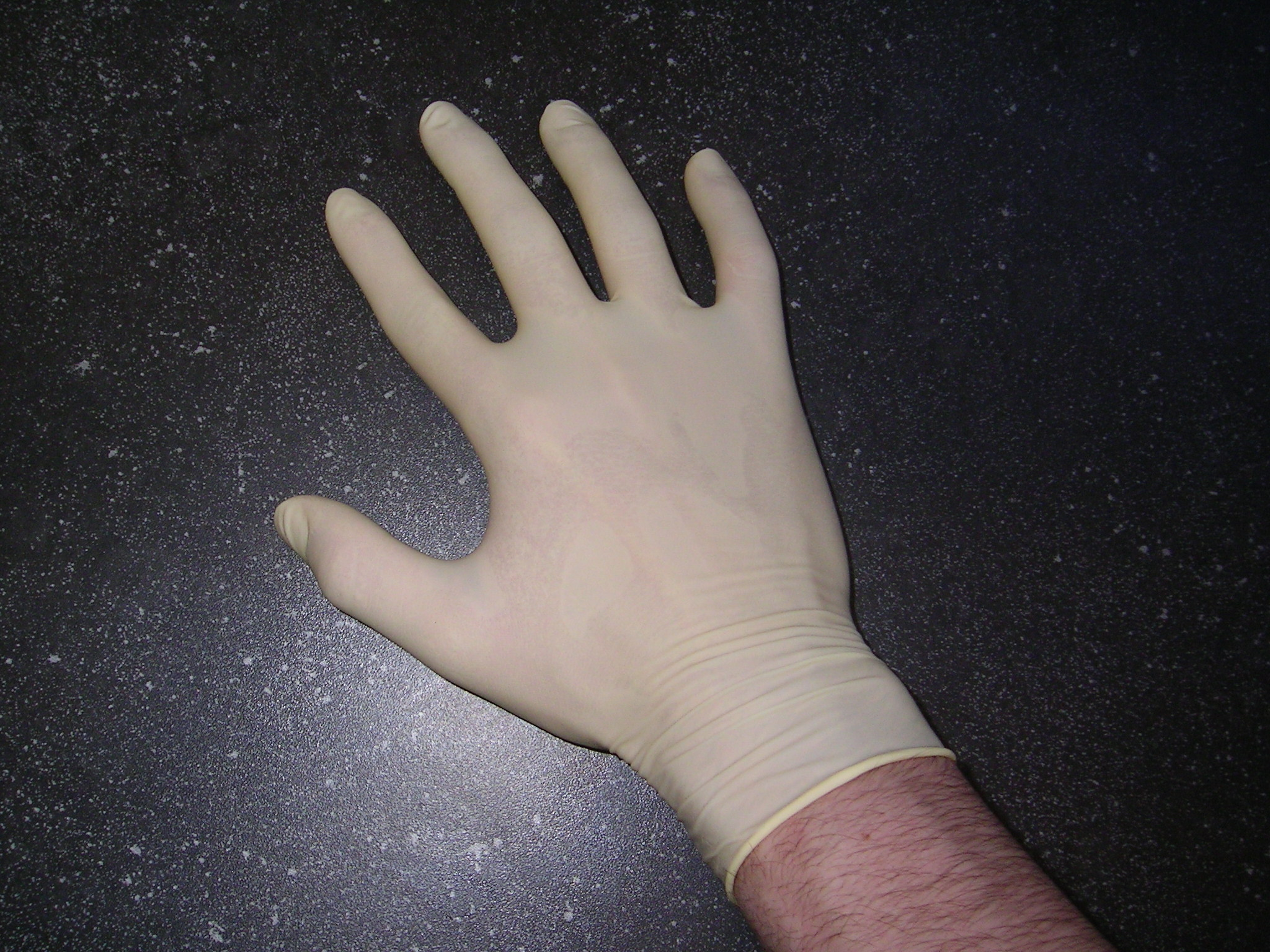
Latex-Handschuh zum Schutz gegen Infektionen

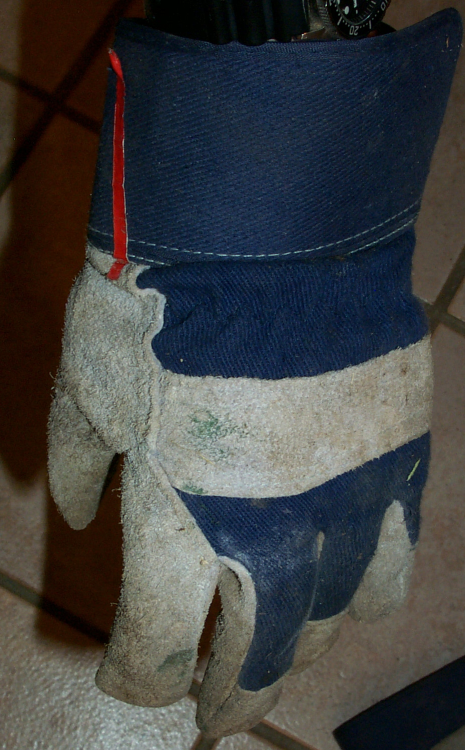
Schutzhandschuh aus Leder/Textil-Kombination zum Schutz gegen mechanische Gefährdungen

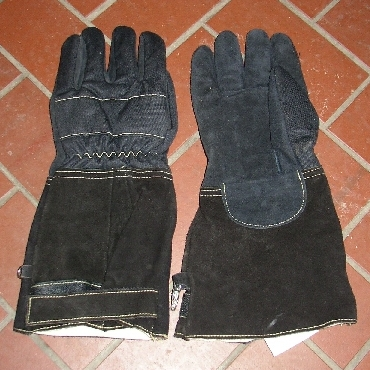
Feuerwehrhandschuhe

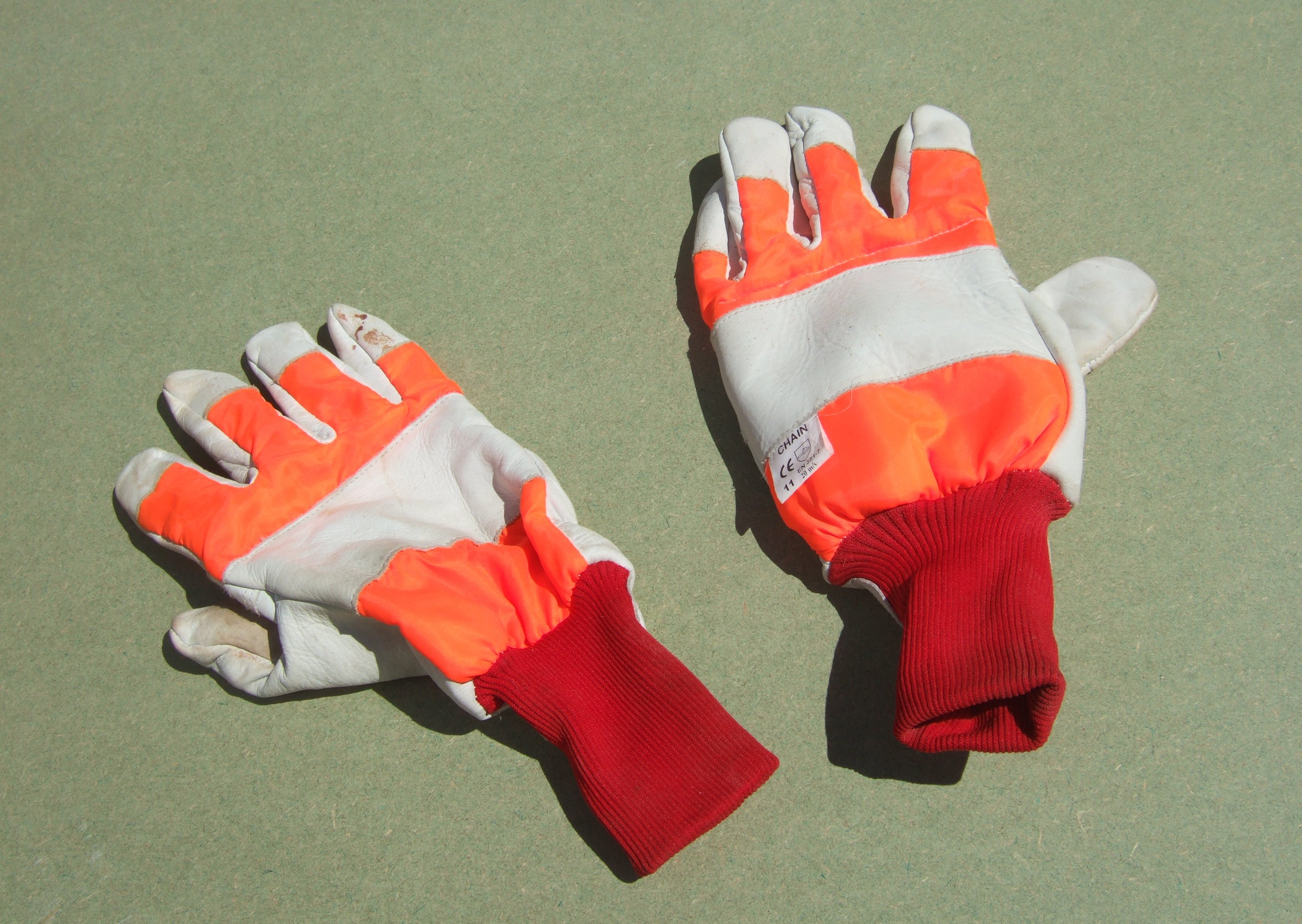
Schutzhandschuhe für die Arbeit mit Kettensägen

## Schutzwirkung
Schutzhandschuhe schützen die Hand bis über das Handgelenk (je nach Stulpenlänge bis über die Schulter)
- mechanische Gefährdungen (Stich, Schnitt, Schlag, Abschürfung, Vibration)
- thermische Gefährdungen (Hitze, Kälte, Schweißspritzer)
- Gefährdungen durch Strahlung (UV-Strahlung, Wärmestrahlung, Laserstrahlung, ionisierende Strahlung)
- chemische Gefährdungen (Verätzung, Reizung, Vergiftung)
- biologische Gefährdungen (Infektion)
- elektrische Gefährdungen (bei Arbeit unter Spannung)

Bei Einsatz von Schutzhandschuhen gegen chemische Gefährdungen ist zu beachten, dass viele Chemikalien durch den Schutzhandschuh nicht dauerhaft zurückgehalten werden, sondern ihn nach und nach penetrieren (durchdringen). Im ungünstigsten Fall wird das Handschuhmaterial nicht nur durchdrungen, sondern zerstört. Wie schnell dies geschieht, hängt vom Handschuhmaterial und einwirkender Chemikalie ab. Die Hersteller von Schutzhandschuhen stellen dazu entsprechende Auswahltabellen zur Verfügung.

## Kennzeichnung
Schutzhandschuhe sind gemäß der Europäischen Richtlinie für Persönliche Schutzausrüstung (Richtlinie 89/686/EWG) ebenso wie andere Persönliche Schutzausrüstung in drei Kategorien eingruppiert. Handschuhe der ersten Kategorie sind für geringe Risiken zu verwenden. In diese Kategorie fallen einfach gebaute Handschuhe wie Garten- oder Spülhandschuhe. Schutzhandschuhe der zweiten Kategorie werden bei mittleren Risiken, die reparable Schäden verursachen, eingesetzt. Die komplex gebauten Handschuhe der dritten Kategorie werden im Umgang mit Chemikalien, Strahlung, Hitze > 100 °C und Kälte < −50 °C benutzt. Hier geht man davon aus, dass ein auftretender Schaden ohne Schutzhandschuhe irreversibel bzw. tödlich ist. Schutzhandschuhe der Kategorie III müssen neben der bereits bei Kategorie II-Produkten stattfindenden Baumusterprüfung eine mindestens einmal jährlich stattfindende Qualitätsprüfung durch ein unabhängiges Prüfinstitut durchlaufen. Neben der Pflicht zum Beifügen einer Bedienungsanleitung (diese muss im deutschsprachigen Raum in deutscher Sprache verfasst sein) müssen Schutzhandschuhe je nach Kategorie fest definierte Kennzeichnungen aufweisen. Dadurch ist ein Rückschluss auf die Kategorie I bis III möglich.
Schutzhandschuhe für den Einsatz in der Europäischen Union unterliegen mit Ausnahme von Handschuhen die gegen oberflächliche mechanische Verletzungen und jederzeit reversible chemische Einwirkungen einer Baumusterprüfpflicht, sofern sie nicht vollständig nach einer geltenden Einzelnorm hergestellt wurden.
Die Handschuhe sind oft auch mit einer Größenangabe versehen, Zahlenangaben richten sich nach dem Umfang der Hand auf Höhe der Fingerknöchel ohne Daumen. Die Größenangaben entsprechen den üblichen Handschuhgrößen.

## Auswahl und Einsatz
Die Auswahl des geeigneten Schutzhandschuhes muss nach einer Risikobeurteilung erfolgen, die aufzeigt, gegen welche Gefährdungen er schützen muss und dies in welcher Kategorie. Daneben gibt es weitere Kriterien wie Tastvermögen, Griffigkeit, Stulpenlänge oder die Möglichkeit der Aufbereitung und Wiederverwendung.
Für zahlreiche Einsatzzwecke werden bereits spezielle Handschuhe angeboten.
- Untersuchungshandschuhe und chirurgische Handschuhe für medizinische Zwecke sind in der Regel Einwegartikel
- Metzgerhandschuhe aus metallischen Kettengliedern
- Brandbekämpfungshandschuhe
- Schweißerschutzhandschuhe müssen vor Verbrennungen schützen
- Chemikalienschutzhandschuhe werden beispielsweise für Labor- und Reinigungsarbeiten benötigt

## Material
Je nach Zweck werden für Schutzhandschuhe verschiedene Materialien, oft auch in Kombination eingesetzt:
- Kunststoffe (Nitrilkautschuk, Butylkautschuk, Neopren, Chloropren, Polyvinylchlorid oder Polyvinylalkohol). Kunststoffe kommen oft auch als Beschichtung von Textilhandschuhen zum Einsatz. Vollständig aus Kunststoff bestehende Handschuhe sind feuchtigkeitsundurchlässig, sie neigen daher dazu durch Schweißbildung feucht zu werden, woraus bei dauerhaftem Einsatz Hautschädigungen entstehen können.
- Textilien (als Schutz gegen thermische Gefährdungen, Schnitt (Kevlar), als Innenfutter oder Innenhandschuh zu Vermeidung der Schweißbildung, für den Rücken und Stulpen von Handschuhen gegen mechanische Gefährdungen)
- Naturkautschuk (Latex), wegen der allergenen Wirkung oft durch Kunststoffe substituiert.
- Leder (vor allem als Schutz gegen mechanische Gefährdungen und beim Schweißen)
- Metalle (Kettenhandschuhe für die Fleischverarbeitung, Aluminiumbedampfung bei Hitzeschutzhandschuhen, Blei als Schutz gegen ionisierende Strahlung, Stahlnetzhandschuhe)
- Mineral- und Glasfasern bei Hitzeschutzhandschuhen für hohe Temperaturen; früher kam hier auch Asbest zum Einsatz

## Bereitstellung

Chemikalien-Schutzhandschuhe Vitoject® aus dem Fluorpolymer Viton®

Sind die Hände während der Arbeit möglichen Gefährdungen ausgesetzt, muss der Unternehmer in Deutschland dem Beschäftigten geeignete Schutzhandschuhe in ausreichender Zahl und in individuellen Größen zur Verfügung stellen. Die Beschäftigten sind verpflichtet, die zur Verfügung gestellten Arbeitshandschuhe während der Arbeit einzusetzen.

## Geschichtliche Entwicklung

### Medizinische Schutzhandschuhe
Der deutsche Arzt Johann Julius Walbaum beschrieb 1758 erstmals die Verwendung einer Handbedeckung, die aus gewässertem Schafsdarm bestand. Erste flüssigkeitsdichte Handschuhe wurden aus Guttapercha gefertigt. Nachdem 1839 die Vulkanisation von Naturkautschuk entwickelt worden war, wurden mit diesem Verfahren auch Schutzhandschuhe hergestellt. Die unflexiblen und dickwandigen Gummihandschuhe waren aber für den chirurgischen Einsatz nur bedingt geeignet.
Das Patent zur „Herstellung von Handschuhen für chirurgische Operationen“ wurde 1878 an Thomas Forster aus Streatham in England vergeben. In den Vereinigten Staaten führte der Chirurg William Stewart Halsted das Tragen solcher Gummihandschuhen ein, zunächst nur für die Operateure. Ab 1897 sorgte Halsteds Assistent Joseph Colt Bloodgood dafür, dass im Johns-Hopkins-Hospital in Baltimore das gesamte OP-Personal mit diesen Handschuhen arbeitete. Damit konnte die Wundinfektionsrate deutlich gesenkt werden. Bis dahin wurden zu dem Zweck vorwiegend das stark hautreizende Händedesinfektionsmittel Carbolsäure und Schutzhandschuhe aus Seide oder Baumwolle verwendet.
Die Gummihandschuhe wurden nach Benutzung ausgekocht und dadurch weitgehend keimfrei, um anschließend erneut verwendet zu werden. Dieses Vorgehen zur Infektionsprävention wurde vom Chirurgen Werner Zoege von Manteuffel 1897 in seiner Veröffentlichung Gummihandschuhe in der chirurgischen Praxis beschrieben.
1965 brachte die Firma Ansell, die schon seit 1925 chirurgische Schutzhandschuhe herstellte, erstmals mittels Gammastrahlung sterilisierte chirurgische Einmalhandschuhe auf den Markt. Der Trockensterilisationsprozess führte aber dazu, dass die Handschuhe verklebten. Um dies zu verhindern, wurden Trennmittel wie Puder aus Talkum oder Bärlappsporen eingesetzt. In der Folge waren allerdings durch die Puder verursachte Wundheilungsstörungen bei Patienten und irritative Hautveränderungen bei den Handschuhträgern zu beobachten. Die Verwendung modifizierter Maisstärke schien zunächst Abhilfe zu verschaffen, führte jedoch bald zu neuen Sensibilisierungen. Mittlerweile sind puderfreie Latexhandschuhe erhältlich, doch kann Latex selbst eine Allergie auslösen, was erstmals 1979 beschrieben wurde.
Im Zusammenhang mit der Immunschwächekrankheit AIDS stieg die Verwendung von Latexhandschuhen in den 1980er Jahren deutlich an, da sie vermehrt auch in nicht-chirurgischen Bereichen benutzt wurden. 1987 wurden in Deutschland medizinische Schutzhandschuhe verpflichtender Bestandteil der Kfz-Verbandkästen nach DIN 13164, um das Risiko möglicher Ansteckungsgefahren bei Kontakt mit Blut und anderen Körperflüssigkeiten zu minimieren. Als Medizinprodukte unterliegen medizinische Schutzhandschuhe der entsprechenden Richtlinie.
Die in Deutschland gültige S1-Leitlinie zur Hygiene in Klinik und Praxis beschreibt die Anforderungen an medizinische Schutzhandschuhe. Demnach gelten diese nach der hygienischen Händedesinfektion zu den wichtigsten infektionsprophylaktischen Maßnahmen in Klinik und Praxis und müssen außerdem Schutz vor Reinigungs- und Desinfektionsmitteln sowie Laborchemikalien und anderen Gefahrstoffen (z. B. Zytostatika) bieten. Dabei wird zwischen sterilen und nichtsterilen („unsterilen“) Handschuhen unterschieden: Sterile Schutzhandschuhe schützen Personal und Patienten vor Infektionen; nichtsterile schützen vor allem das Personal vor Kontamination mit Mikroorganismen und Gefahrstoffen. Nach DIN EN 455 geprüfte medizinische Schutzhandschuhe genügen diesen Anforderungen nur dann, wenn sie gleichzeitig die Kriterien nach EN 374 erfüllen.

## Gesetze und Normen
In der Europäischen Union sind persönliche Schutzausrüstungen durch die Verordnung (EU) 2016/425 (PSA-Verordnung) reguliert. Diese Verordnung regelt zusammen mit dem PSA-Durchführungsgesetz (in Deutschland) das Inverkehrbringen von persönlicher Schutzausrüstung und damit auch von Schutzhandschuhen.
Die Anforderungen an in der EU verwendete Schutzhandschuhe sind in folgenden Normen definiert:
- EN 420 Allgemeine Anforderungen für Handschuhe
- EN 374 Schutzhandschuhe gegen Chemikalien und Mikroorganismen
- EN 381.4 Schutzhandschuhe für die Benutzer handgeführter Kettensägen
- EN 388 Schutzhandschuhe gegen mechanische Risiken
- EN 407 Schutzhandschuhe gegen thermische Risiken
- EN 421 Schutzhandschuhe gegen ionisierende Strahlen einschließlich Kontamination und Bestrahlung
- EN 455 Medizinische Einmalschutzhandschuhe
- EN 511 Schutzhandschuhe gegen Kälte
- EN 659 Feuerwehrschutzhandschuhe
- EN 1082 Schutzhandschuhe für den Umgang mit Handmessern
- EN 10819 Schutzhandschuhe gegen Vibrationen
- EN 16350 Schutzhandschuhe gegen elektrostatische Risiken
- EN 60903 Isolierende Schutzhandschuhe für Arbeiten unter elektrischer Spannung
- in Vorbereitung: Schweißerschutzhandschuhe

Die Europäischen Handschuhnormen EN 388 (Schutzhandschuhe gegen mechanische Risiken) und EN 407 (Schutzhandschuhe gegen thermische Risiken) unterteilen die Schutzhandschuhe hinsichtlich der Anforderungshöhe verschiedener Kriterien in Leistungsstufen (LS) – meist Leistungsklasse 1 bis 4. Beispiel für die Anforderung: Abriebfestigkeit, Schnittfestigkeit (Leistungsstufe 1 bis 5), Weiterreißfestigkeit, Durchstichfestigkeit, Brennverhalten, Kontaktwärme, Fingerfertigkeit.